# Ahmad asch-Scharif

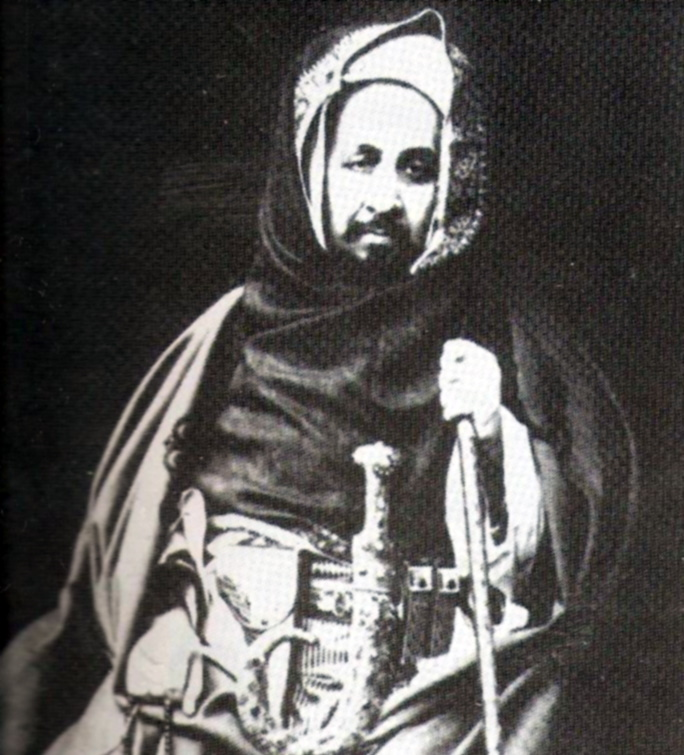
Sayyid Ahmed asch-Scharif as-Senussi

Ahmed asch-Scharif as-Senussi, vollständiger Name Sayyid Ahmed asch-Scharif ibn Muhammad asch-Scharif ibn Muhammad ibn Ali as Senussi, (* 1873 in al-Dschaghbub; † 10. März 1933 in Medina) war von 1902 bis zu seinem Rücktritt 1916 der Anführer des libyschen Sanussiya-Ordens.

## Herkunft
Ahmed asch-Scharif wurde 1873 in al-Dschaghbub geboren und war der Enkel des Gründers der Bruderschaft, Mohammed es-Senussi, der den Orden 1843 in die Kyrenaika verlegt hatte. 1895 begleitete er seinen Vater Muhammad asch-Scharif und seinen Onkel Muhammad al-Mahdi, den damaligen Anführer des Ordens, bei der Verlegung des Ordenszentrums von al-Dschaghbub nach Kufra, wo sein Vater 1896 starb.
Muhammad al-Mahdi hatte von al-Dschaghbub aus einen Ordensstaat etabliert, der die gesamte Libysche Wüste und große Teile der Ostsahara dominierte. Dabei spielte der Orden eine große Rolle bei der Kultivierung und Islamisierung der Sahelzone.
Von größter wirtschaftlicher Bedeutung war für den Orden die Kontrolle des bedeutenden Karawanenweges von Bengasi über Kufra nach Wadai, der als einzige bedeutende Transsahara-Route vollständig außerhalb der Kontrolle der europäischen Mächte lag. Auf diesem Weg wurden deshalb vor allem Sklaven aus Wadai an das Mittelmeer gebracht, während im Gegenzug vor allem ältere europäische Schusswaffen nach Süden verhandelt wurden.

## Kampf gegen Frankreich im Tschad
Als 1900 französische Kolonialtruppen nach Kanem vorstießen, sah der Orden seine religiösen, wirtschaftlichen und politischen Interessen dort bedroht. Ahmed asch-Scharif wurde von seinem Onkel mit der Führung der Ordenstruppen im Kampf gegen die Eindringlinge beauftragt. Unter anderem kämpfte dort Umar al-Muchtar, der spätere Anführer der libyschen Widerstandsbewegung gegen die italienischen Kolonialtruppen, in seinen Reihen.
Als Mohammad al-Mahdi am 1. Juni 1902 starb, ernannte er Ahmad asch-Scharif zu seinem Nachfolger, da sein Sohn Mohammad Idris zu diesem Zeitpunkt erst 12 Jahre alt war. Ahmed asch-Scharif setzte den Kampf gegen die Franzosen im heutigen Tschad in den folgenden Jahren fort. Als die Franzosen im April 1909 auch das Reich Wadai angriffen, in dem der Orden zuvor sehr einflussreich war, musste er im Kampf um Wadai aber eine empfindliche Niederlage hinnehmen.

## Kampf gegen Italien in Libyen

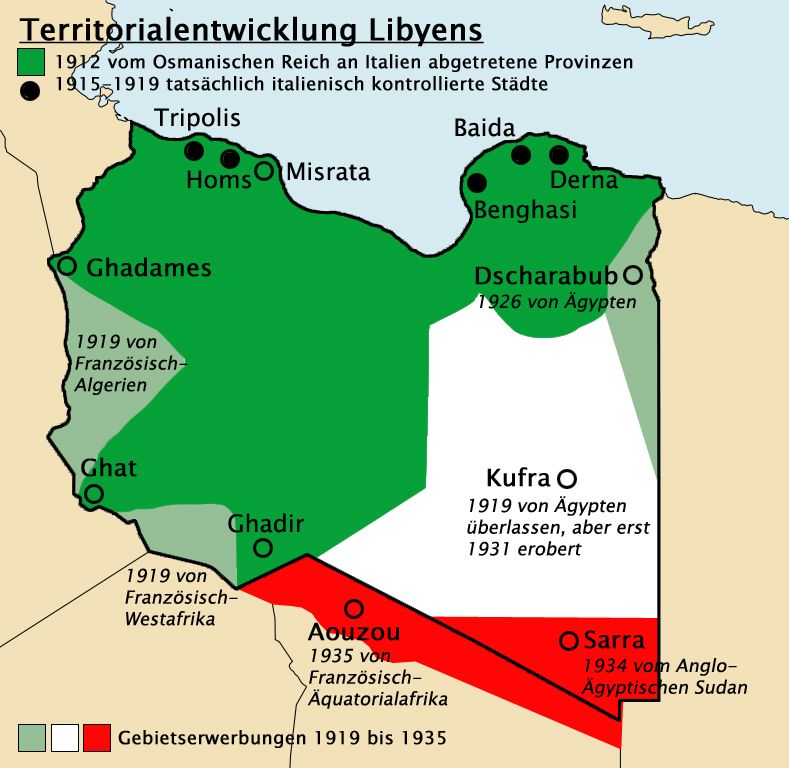
Zwischen 1915 und 1919 hatten die Senussi die Italiener auf fünf Küstenstädte (schwarz) zurückgedrängt

Als im Oktober 1911 italienische Kolonialtruppen die libysche Küste besetzten, unterbrach er den Kampf in Wadai und bündelte seine Kräfte gegen die Italiener. Die Bedrohung durch die italienische Kolonialpolitik war für den Orden so groß, dass er, ohne zu zögern, die Rivalität mit dem Osmanischen Reich beendete und dieses im Italienisch-Türkischen Krieg unterstützte. Schon in der ersten großen Schlacht in Sidi Kraiyem bei Darnah mussten die Italiener einen herben Rückschlag erleben. Auch nachdem das Osmanische Reich Libyen im Oktober 1912 im Frieden von Ouchy an Italien abtrat, führte Ahamad asch-Scharif mit seiner Bruderschaft den Kampf weiter.
Faktisch gelang es den Italienern nicht, die Macht im Land gegen örtliche Rebellengruppen zu halten. Zwar schoben sie von Tripolis aus bis Juli 1913 ihre Posten zum Fessan vor, jedoch waren die Versorgungslinien überdehnt und anfällig für Angriffe libyscher Widerstandskämpfer. Innerhalb weniger Wochen war die kurze italienische Besetzung des Fessan beendet. Im August 1913 schlugen die Senussi unter der Führung von Ahmad asch-Scharif zu. Die Garnisonen der Italiener in den Oasen Adiri sowie Ubari wurden massakriert und die Festung Sabha zurückerobert. Die restlichen italienischen Truppen im Fessan mussten zum Schutz ins französische Algerien fliehen.
Er nutzte nun sein hohes geistliches Ansehen, um zum Dschihad gegen die fremden Invasoren, nicht nur in Libyen, sondern in der ganzen muslimischen Welt aufzurufen. Aufgrund des großen Einflusses des Sanussiya-Ordens in der Kyrenaika und im Fessan fiel es ihm leicht, die lokalen Stämme im Kampf gegen die Italiener zu vereinigen. In den folgenden Jahren folgten viele weitere Erfolge gegen die italienischen Kolonialtruppen, so dass diese 1915 nur noch fünf Stützpunkte an der Küste unter ihrer Kontrolle hatten (Tripolis und Homs im Westen sowie Benghasi, Baida und Derna im Osten).

## Kampf gegen England in Ägypten
Im Laufe des Ersten Weltkrieges, im November 1915 wurde Ahmad asch-Scharif vom Osmanischen Reich dazu ermutigt, neben dem Kampf gegen Italien auch in Ägypten einzufallen. Auch das Deutsche Reich unterstützte den Orden mit Waffenlieferungen. Von November 1915 bis Oktober 1918 verkehrten zu diesem Zweck deutsche Unterseeboote zwischen den Häfen der Mittelmächte und der libyschen Küste.
Tatsächlich gelang es den Reiterverbänden der Sanussiya zunächst, die britischen Truppen aus Sollum zu vertreiben und zum Rückzug auf Mersa Matruh zu zwingen. Im Februar 1916 gelang weiter die Besetzung von Siwa und allen anderen Oasen der ägyptischen Westwüste, in denen der Orden schon zuvor einflussreich war (u. a. Dachla, Bahariyya, Farafra, Charga).
Als die britischen Truppen im Februar 1916 zur Gegenoffensive ansetzten, waren die leicht bewaffneten Reiterverbände der Sanussiya aber hoffnungslos unterlegen. Am 14. März wurde Sollum von den Briten zurückerobert, im Oktober 1916 wurde der Orden auch aus den ägyptischen Oasen zurückgedrängt.
Die Niederlage veranlasste Ahmed asch-Scharif von der Führung des Ordens zurückzutreten und diese seinem 26-jährigen Cousin Mohammad Idris zu übergeben, der später als Idris I König von Libyen wurde. Im August 1918 wurden die verbliebenen Ordenstruppen in ihrem letzten Stützpunkt in Misrata umzingelt. Ahmed asch-Scharif blieb nur noch die Flucht auf dem dort ankernden deutschen U-Boot SM UC 20.
Er ging zunächst nach Österreich-Ungarn und später in das Osmanische Reich ins Exil. Ahmed asch-Scharif starb in Medina am 10. März 1933.